# Bitwa na równinie Mardii
Bitwa na równinie Mardii – starcie zbrojne, które miało miejsce w roku 317 n.e. w czasie wojny domowej  między Konstantynem a Licyniuszem.
Po klęsce pod Cibalae Licyniusz wycofał się do Tracji, ścigany przez 5-tysięczny oddział Konstantyna, który zajął również Sirmium i odbudował zniszczony przez nieprzyjaciela most na Sawie. Pościg zakończył się niepowodzeniem, lecz posuwając się powolnie głównymi siłami, Konstantyn na ziemi trackiej napotkał wojska Licyniusza, który rozłożył się obozem na równinie Mardii w oczekiwaniu przeciwnika. Po nadejściu nocą wojsk Konstantyna, o świcie przygotowanych już do starcia, również Licyniusz uszykował swe oddziały w szyku bojowym, z Walensem jako sprzymierzeńcem dowodzącym wojskami stacjonującymi na dunajskiej granicy.
Po obustronnym wstępnym ostrzale z łuków doszło do starcia wręcz z użyciem mieczów i tarcz. W trakcie najzaciętszej walki nastąpiło niespodziewane uderzenie 5-tysięcznego oddziału Konstantyna, który znienacka zaatakował zza wzgórza, okrążając przeciwnika i wychodząc na jego tyły. Rozpoczęła się zaciekła walka na dwa fronty, którą przerwały zapadające ciemności wraz ze wspólną decyzją o chwilowym rozejmie.
Przypuszczalnie obie strony poniosły tak znaczne straty, iż nie były w stanie kontynuować walki. W tej sytuacji obaj władcy podczas zawieszenia broni uzgodnili przymierze, na mocy którego Licyniusz zachował ziemie azjatyckie cesarstwa z Tracją i Cyrenajką, zrzekając się Panonii oraz Ilirii. Zgładzony też został Waleriusz Walens, którego prawdopodobnie obarczono winą za niepomyślny rozwój wydarzeń.